# Хобро (футбольний клуб)
«Хобро» (дан. Hobro Idræts Klub) — данський футбольний клуб з однойменного міста, заснований 1913 року. Із сезону 2017—2018 років виступає в данській Суперлізі. Домашні матчі приймає на стадіоні «ДС Арена», що вміщує 7 500 глядачів. 